# Ulee Gle (Makmur)
Ulee Gle is een bestuurslaag in het regentschap Bireuen van de provincie Atjeh, Indonesië. Ulee Gle telt 940 inwoners (volkstelling 2010).